# Lijst van hoogste kerktorens in Nederland
Dit is een overzicht van de hoogste kerktorens in Nederland. De grens is gelegd bij 70 m. Van enkele kerken zijn er verschillende vermeldingen en is de vermelde hoogte niet zeker.
|    | Hoogte   | Naam                                            | Plaats                     | Voltooid                                                  | Bijzonderheden / architect | Afbeelding                |
| -- | -------- | ----------------------------------------------- | -------------------------- | --------------------------------------------------------- | --- | ------------------------- |
| 1  | 112,32 m | Domtoren                                        | Utrecht                    | 1382                                                      | Bouwmeesters achtereenvolgens Jan uit Henegouwen, Godijn van Dormael, Jan van den Doem                                         | Domtoren en -kerk Utrecht |
| 2  | 108,75 m | Nieuwe Kerk                                     | Delft                      | 1496, huidige spits 1872                                  | spits door P.J.H. Cuypers en E.H. Gugel.                                                                                       | Nieuwe Kerk Delft         |
| 3  | 98,33 m  | Onze Lieve Vrouwetoren                          | Amersfoort                 | ca. 1470, bekroning kort na 1547                          | Bijnaam: Lange Jan |                           |
| 4  | 98,3 m   | Sint-Vituskerk                                  | Hilversum                  | 1892                                                      | P.J.H. Cuypers | Sint-Vituskerk Hilversum  |
| 5  | 97,3 m   | Grote Kerk                                      | Breda                      | 1547, huidige bekroning 1702                              | Toegeschreven aan Pieter Graafschap (bekroning)                                                                                | Grote Kerk Breda          |
| 6  | 96,8 m   | Martinitoren                                    | Groningen                  | 1548, huidige bekroning 1627                              | Mogelijk meer dan 100 m tot 1577. Bijnaam: Olle Grieze                                                                         | Martinitoren Groningen    |
| 7  | 94,17m   | Martinikerk                                     | Doesburg                   | ca. 1430, huidige spits 1965                              | |                           |
| 7  | 94,17m   | Sint-Jacobus de Meerderekerk                    | Den Haag                   | 1878                                                      | P.J.H. Cuypers |                           |
| 8  | 93 m     | Sint-Eusebiuskerk                               | Arnhem                     | 1651, huidige bekroning 1964                              | bekroning door Theo Verlaan |                           |
| 9  | 92,5 m   | Grote of Sint-Jacobskerk                        | Den Haag                   | 1422-1424, spits verhoogd in 1861, huidige bekroning 1956 | Bekroning: H.H. van Zeggeren Bijnaam: De Haagse Toren                                                                          |                           |
| 10 | 90,4 m   | Abdijtoren                                      | Middelburg                 | tweede helft 14e eeuw, bekroning 1716, herbouwd in 1955   | Pieter Graafschap (bekroning). Bijnaam: Lange Jan                                                                              |                           |
| 11 | 88,0 m   | Sint-Joriskerk                                  | Eindhoven                  | 1911                                                      | H.J. van Tulder, toren door J. van Gils                                                                                        |                           |
| 12 | 87,5 m   | Westerkerk                                      | Amsterdam                  | 1631                                                      | Hendrick de Keyser |                           |
| 13 | 87 m     | Sint-Clemenskerk                                | Steenwijk                  | 15e eeuw, huidige spits 1915                              | Wolter te Riele (spits). Bijnaam: "Steenwieker Toorn"                                                                          |                           |
| 14 | 83 m     | Sint-Petrus' Stoel van Antiochiëkerk            | Sittard                    | 15e eeuw, huidige spits 1875                              | P.J.H. Cuypers (spits) |                           |
| 14 | 83 m     | Sint-Gummaruskerk                               | Steenbergen                | 1903, herbouwd in 1944                                    | Vieringtoren. Jos Cuypers en Jan Stuyt                                                                                         |                           |
| 15 | 82,4 m   | Sint-Bonifatiuskerk                             | Leeuwarden                 | 1884, spits herbouwd na 2000                              | P.J.H. Cuypers |                           |
| 16 | 81,8 m   | Cunerakerk                                      | Rhenen                     | 1531, huidige bekroning na brand 1897                     | P.J.H. Cuypers (bekroning) |                           |
| 17 | 80,6 m   | Sint-Lambertuskerk                              | Veghel                     | 1863                                                      | P.J.H. Cuypers |                           |
| 18 | 80 m     | Gouwekerk                                       | Gouda                      | 1904                                                      | C.P.W. Dessing. Vieringtoren                                                                                                   | Gouwekerk Gouda           |
| 19 | 79,8 m   | Sint-Nicolaaskerk                               | Meijel                     | 1955                                                      | Frits Peutz |                           |
| 19 | 79,8 m   | Sint Petrus' Bandenkerk                         | Venray                     | 1962                                                      | Jules Kayser |                           |
| 20 | 79,7 m   | Sint-Jozefkerk                                  | Enschede                   | 1894                                                      | Jos Cuypers, Jan Stuyt |                           |
| 20 | 79,7 m   | Sint-Christoffelkathedraal                      | Roermond                   | 1663, huidige bekroning 1957                              | |                           |
| 21 | 79,2 m   | Sint-Lambertusbasiliek                          | Hengelo                    | 1890                                                      | Gerard te Riele |                           |
| 22 | 79 m     | Sint Janskerk                                   | Maastricht                 | 1200                                                      | laatste restauratie: Frans Dingemans, 1985                                                                                     |                           |
| 22 | 79 m     | Oude Kerk                                       | Delft                      | 1350, bekroning 1453                                      | Bijnaam: Oude Jan, staat 1,98 meter uit het lood.                                                                              |                           |
| 22 | 79 m     | Basiliek van de Heilige Kruisverheffing         | Raalte                     | 1892                                                      | Alfred Tepe |                           |
| 23 | 78,3 m   | Catharinakerk                                   | Etten-Leur                 | 1771                                                      | Philip Willem Schonck, voormalige Hervormde Kerk                                                                               |                           |
| 24 | 78 m     | Akerk                                           | Groningen                  | 1712                                                      | Allert Meijer (bekroning) |                           |
| 24 | 78 m     | Sint-Jozefkathedraal                            | Groningen                  | 1887                                                      | P.J.H. Cuypers |                           |
| 24 | 78 m     | Sint-Martinuskerk                               | Weert                      | 16e eeuw, bovenste geleding 1960                          | Theo Verlaan (bovenste geleding). 104 m van 1889 tot 1906                                                                      |                           |
| 25 | 77,4 m   | Sint-Servatiuskerk                              | Dinther                    | 1879                                                      | J. Werten |                           |
| 26 | 77,2 m   | Sint-Bonaventurakerk                            | Woerden                    | 1892                                                      | Nicolaas Molenaar sr. |                           |
| 27 | 77 m     | Nieuwstadskerk                                  | Zutphen                    | begin 14e eeuw, verhoogd ca. 1440                         | ook: Johannes-de-Doperkerk |                           |
| 28 | 76,4 m   | Sint-Petruskerk                                 | Eindhoven                  | 1913                                                      | H.J. van Tulder, toren door L.P.J. Kooken                                                                                      |                           |
| 29 | 76 m     | Walburgiskerk                                   | Zutphen                    | ca. 1485, huidige spits 1637                              | Tot 1600 met 117 meter de hoogste kerktoren uit de Nederlandse geschiedenis, destijds 4,68 meter hoger dan de Dom van Utrecht. |                           |
| 29 | 76 m     | Basiliek van Onze Lieve Vrouwe Tenhemelopneming | Zwolle                     | ca. 1540, huidige bekroning 1828                          | H. Klinkert (bekroning). Bijnaam: Peperbus                                                                                     |                           |
| 29 | 76 m     | Sint-Lambertuskerk                              | Nederweert                 | 1467                                                      | |                           |
| 30 | 75,6 m   | Grote of Sint-Bavokerk                          | Haarlem                    | 1520                                                      | Jacob Simonsz. van Edam |                           |
| 30 | 75,6 m   | Sint-Nicolaasbasiliek                           | IJsselstein                | 1887                                                      | Alfred Tepe |                           |
| 31 | 75 m     | Sint-Martinuskerk                               | Duistervoorde (bij Twello) | 1887                                                      | Gerard te Riele |                           |
| 31 | 75 m     | Zuider- of St. Pancrastoren                     | Enkhuizen                  | 1524                                                      | Bevat een klokkenspel van de gebr. Hemony                                                                                      |                           |
| 31 | 75 m     | Sint-Antonius van Paduakerk                     | Blerick                    | 1962                                                      | Jozef Fanchamps |                           |
| 31 | 75 m     | Sint-Agathakerk                                 | Lisse                      | 1903                                                      | Jean van Groenendael |                           |
| 31 | 75 m?    | Sint-Bonifatiuskerk                             | Rijswijk                   | 1897                                                      | Nicolaas Molenaar sr. |                           |
| 31 | 75 m?    | Sint-Werenfriduskerk                            | Zieuwent                   | 1899                                                      | J.W. Boerbooms |                           |
| 32 | 74,8 m   | Kerk van Onze Lieve Vrouw Presentatie           | Asten                      | 1898                                                      | Caspar Franssen |                           |
| 33 | 74,5 m   | Sint-Petrus'-Bandenkerk                         | Hilvarenbeek               | 1449, huidige bekroning 1615                              | |                           |
| 34 | 74,2 m   | Sint-Calixtuskerk                               | Groenlo                    | 1908                                                      | Jos Cuypers, Jan Stuyt |                           |
| 35 | 73,9 m   | Sint-Georgiuskerk                               | Almelo                     | 1902                                                      | Wolter te Riele |                           |
| 36 | 73,1 m   | Sint-Adrianuskerk                               | Naaldwijk                  | 1931                                                      | Jos Margry |                           |
| 37 | 73 m     | Sint-Janskathedraal                             | 's-Hertogenbosch           | 13e en 15e eeuw, huidige spits 1876                       | |                           |
| 37 | 73 m     | Sint-Catharinakerk                              | Eindhoven                  | 1867                                                      | P.J.H. Cuypers. Twee westtorens                                                                                                |                           |
| 38 | 72,8 m   | Kerk van Onze Lieve Vrouw Visitatie             | Budel                      | 1912                                                      | Caspar Franssen |                           |
| 39 | 72,7 m   | Sint-Jacobus de Meerderekerk                    | Zeeland                    | 1872                                                      | Van Dijk |                           |
| 40 | 72,6 m   | Sint-Lebuïnuskerk                               | Deventer                   | 1463, bekroning 1613                                      | Hendrick de Keyser (bekroning)                                                                                                 |                           |
| 40 | 72,6 m   | Sint-Bartholomeuskerk                           | Poeldijk                   | 1926                                                      | Nicolaas Molenaar sr. |                           |
| 41 | 72,3 m   | Sint-Willibrorduskerk                           | Berghem                    | 15e eeuw, huidige spits 1896                              | |                           |
| 42 | 72,273 m | Wijkertoren                                     | Beverwijk                  | 1475                                                      | |                           |
| 43 | 72 m     | Sint-Jozefkerk                                  | Tilburg                    | 1889                                                      | Ook: Heuvelse kerk, H.J. van Tulder. Twee westtorens                                                                           |                           |
| 43 | 72 m     | Sint-Petruskerk                                 | Oirschot                   | 1515, huidige spits 1627                                  | |                           |
| 43 | 72 m     | Johanneskerk                                    | Tzum                       | 15e eeuw                                                  | |                           |
| 43 | 72 m     | Maria van Jessekerk                             | Delft                      | 1882                                                      | Evert Margry |                           |
| 43 | 72 m     | Sint-Laurentiuskerk                             | Oud Gastel                 | 15e eeuw                                                  | |                           |
| 43 | 72 m     | Kerk van Onze Lieve Vrouw Onbevlekt Ontvangen   | Den Haag                   | 1891                                                      | Nicolaas Molenaar sr., Ook wel Elandkerk                                                                                       |                           |
| 44 | 71,8 m   | Sint-Jan Geboortekerk                           | Vlijmen                    | ca. 1865                                                  | H.J. van Tulder |                           |
| 45 | 71,6 m   | Sint-Petrusbasiliek                             | Boxtel                     | 15e eeuw, huidige spits 1616                              | Han Cornelis Schutkens van Liemd                                                                                               |                           |
| 46 | 71 m     | Grote of Sint-Stevenskerk                       | Nijmegen                   | spits 1605, hersteld 1953                                 | Pieter Gerritsz. Verspeck (spits)                                                                                              |                           |
| 47 | 70,5 m   | Bovenkerk                                       | Kampen (Overijssel)        | 14e eeuw, huidige spits 1808                              | |                           |
| 48 | 70,2 m   | Sint-Martinuskerk                               | Arnhem                     | 1876                                                      | Alfred Tepe |                           |
| 49 | 70 m     | Sint-Petrus'-Bandenkerk                         | Leende                     | 1474                                                      | |                           |
| 49 | 70 m     | Sint-Martinuskerk                               | Breda-Princenhage          | 1874                                                      | toren door P.J.H. Cuypers en J.J. van Langelaar                                                                                |                           |
| 49 | 70 m     | Oude Kerk                                       | Amsterdam                  | 14e eeuw, spits uit 1565                                  | Joost Jansz. Bilhamer? (spits)                                                                                                 |                           |
| 49 | 70 m     | Maria Magdalenakerk                             | Rijen                      | 1906                                                      | Hubert van Groenendael |                           |
| 49 | 70 m     | Sint-Petruskerk                                 | Leiden                     | 1936                                                      | A.J. Kropholler |                           |
| 49 | 70 m     | Sint-Martinuskerk                               | Maastricht-Wyck            | 1858                                                      | P.J.H. Cuypers |                           |